# Seth Kikuni
Seth Kikuni né à Kinshasa le 14 décembre 1981, est un entrepreneur, homme d'affaires et politique congolais, le plus jeune candidat à l'élection présidentielle de 2018,.
Seth Kikuni est candidat à l'élection présidentielle prévue pour 2023. Kikuni dépose une requête devant la Cour constitutionnelle pour invalider la candidature du président sortant Félix Tshisekedi. Sa requête est déclarée irrecevable. En novembre 2023, Kikuni se désiste en faveur de Moïse Katumbi.
En septembre 2024, Seth Kikuni est arrêté par l’Agence nationale de renseignements (ANR). Il est accusé d'« incitation à la désobéissance civile » et de « propagation de faux bruits ». Ses avocats dénoncent des violences et tortures lors de sa détention. En novembre, Kikuni est condamné à un an de prison pour les deux chefs d'accusation. Il fait appel. Dans le cadre des concértations des forces politiques et sociales, l'opposant Seth Kikuni Masudi a été libéré sous certaines conditions le samedi 1er mars 2025 